# Громов, Дмитрий Евгеньевич
Дми́трий Евге́ньевич Гро́мов — русский писатель-фантаст. Вместе с соавтором Олегом Семёновичем Ладыженским известен под псевдонимом Генри Лайон Олди.

## Биография
Родился 30 марта 1963 года в Симферополе:17. Мать — Лариса Ивановна Точинина, по мужу Громова — окончила архитектурный вуз, в Симферополе работала архитектором, впоследствии в Севастополе — старшим архитектором, затем в Харькове — руководителем группы:6.
В 1969 году семья Громова переехала в Севастополь:3, где маленький Дмитрий вместе с приятелями увлекался поиском взрывоопасных предметов, сохранившихся со времени Великой Отечественной войны:18. Ещё в детском саду занимался сочинительством (к этому времени относятся его первые пробы пера):22.
В 1974 году семья переселилась в Харьков:3. Учился Дмитрий почти на одни пятёрки, но в школе нередко хулиганил. В подростковом возрасте много писал (повести, рассказы, пьесы, киносценарии, стихи):22. Кроме того, с детства увлекался химией:24—25. С восьмого класса посещал литературную студию Дворца пионеров, в которой познакомился с Олегом Ладыженским:22—23.
Поскольку в Литературный институт поступить без блата тогда было нереально, Громов решил сосредоточиться на химии и продолжать писать лишь для себя:6. В 1980 году, окончив среднюю школу, поступил в Харьковский политехнический институт, на факультет технологии неорганических веществ. Окончил институт с отличием в 1986 году и поступил на работу в «НИОХИМ»:40 инженером-химиком.
Более близко познакомился с Олегом Ладыженским в середине 1980-х годов в школе карате, где Ладыженский был помощником инструктора. Затем Дмтрий Громов пришёл в театр-студию «Пеликан», созданную Олегом, и предложил для постановки свою фантастическую пьесу:31. Ладыженский пьесу отверг, однако предложил Громову роль Ваги Колеса в спектакле «Трудно быть богом». Дмитрий оказался, по более позднему свидетельству Ладыженского, превосходным актёром и сыграл немало ролей в театре «Пеликан».
В театре «Пеликан» Громов также познакомился со своей будущей женой — Брониславой Тумаркиной, которая пришла в театр во время постановки спектакля «Трудно быть богом» и, худенькая и стройная, играла Уно — юного слугу Руматы:39. Женился Дмитрий в 1989 году, есть сын Сергей 1989 года рождения:7.
В 1988 году поступил в аспирантуру кафедры общей и неорганической химии Харьковского политехнического института. Окончил аспирантуру в 1991 году, но диссертацию решил не защищать, поскольку к тому времени полностью переключился на литературную деятельность, а шансов продолжать работать на кафедре не было: финансирование уре́зали, и ставок не оставалось. При этом ко времени окончания аспирантуры у Громова имелось уже три патента на изобретение, два из которых были успешно внедрены, принося экономический эффект:64. В 1992—1995 годы работал редактором харьковского издательства «Реванш».
Среди увлечений Громова — музыка направления «хард-рок», в частности группа «Deep Purple», о творчестве которой Дмитрий Громов написал и издал монографию. Имеет чёрный пояс по каратэ:4. К увлечениям также относятся историческая реконструкция и исторические ролевые игры.

## Творчество

### Генри Лайон Олди

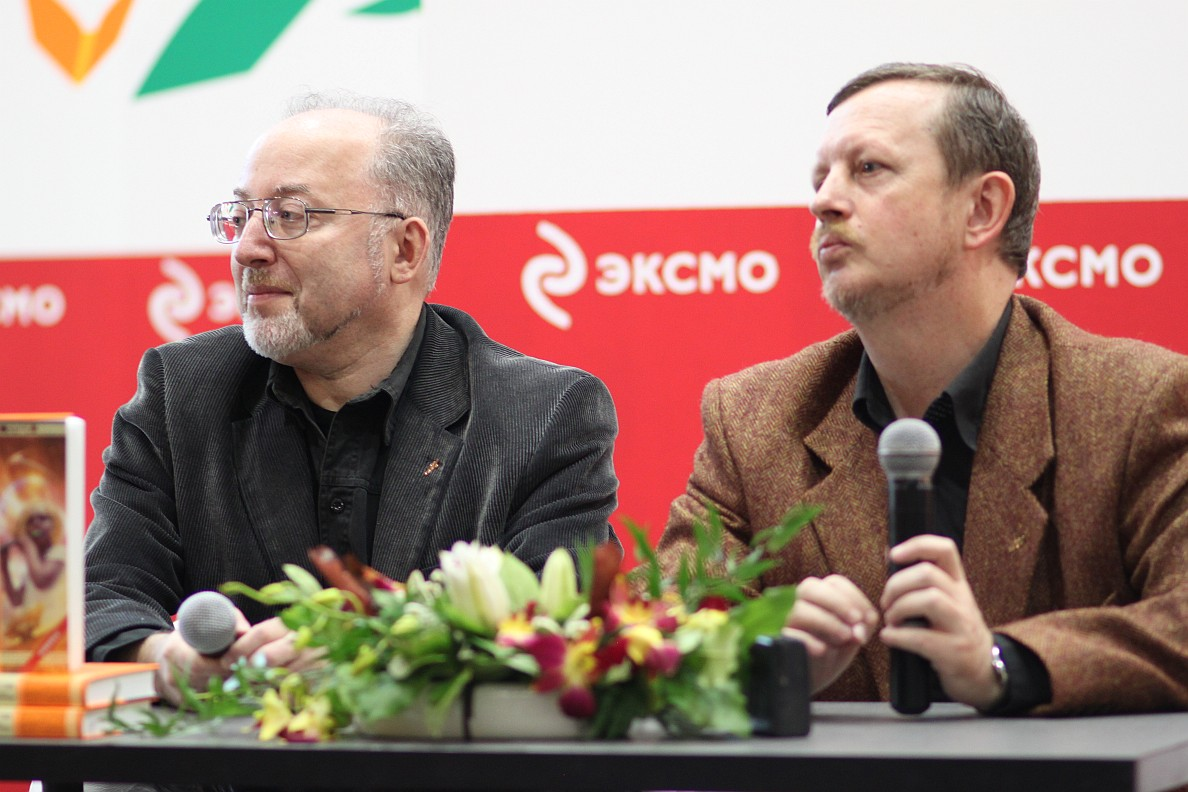
Дмитрий Громов (справа) вместе с Олегом Ладыженским

Основная часть литературного творчества Дмитрия Громова создана им в соавторстве с Олегом Ладыженским под псевдонимом Генри Лайон Олди. Большинство их совместных произведений написано в жанре фантастики.
Литературная деятельность в соавторстве была начата в 1990 году. Первая публикация Олди — рассказ «Счастье в письменном виде» (1991).
Жанр, в котором работают Олди, они сами обозначают как «философский боевик». В его основе — «органичное сочетание увлекательного динамичного сюжета с нетривиальными, достаточно глубокими и философскими проработками вторых планов». В рамках этого жанра авторы стремятся показать психологию персонажей в нестандартной обстановке, через действие заставить читателя сопереживать. Как отмечают сами Олди, их учителя на этом поприще — Роджер Желязны, Аркадий и Борис Стругацкие.

### Самостоятельное творчество
Фантастические произведения Дмитрий Громов регулярно пишет с 1976 года. Сольные произведения Громова — в основном рассказы. Первая сольная публикация — рассказ «Координаты смерти» (журнал «Версия», Харьков, 1991 год):53.
В 2004 году вышла рок-опера «Broken circle» на стихи Дмитрия Громова. В основу оперы лёг рассказ Громова «Разорванный круг», а музыку написал Алексей Горбов:41. Издание диска с оперой было приурочено к выходу сольного сборника повестей и рассказов Дмитрия Громова «Путь проклятых», опубликованного в 2005 году в издательстве «Эксмо»:42.